# Юринець Володимир Євстахович
Володи́мир Євста́хович Юрине́ць (12 червня 1943, Завидовичі — 24 листопада 2012) — завідувач кафедри інформаційних систем у менеджменті ЛНУ ім. І. Франка, доктор фізико-математичних наук, заслужений професор Львівського університету (2010).

## Біографічні відомості
Юринець Володимир Євстахович народився у с. Завидовичі Городоцького району Львівської області. З 1950 р. по 1960 р. вчився у Завидовицькій середній школі.
У 1960—1965 рр. навчався на фізичному факультеті ЛДУ ім. І. Франка. З 1965 р. по 1966 р. відбував строкову службу в РА. У 1966—1968 рр. працював інженером на заводі електронних приладів (м. Львів). З 1968 р. по 1970 р. служив офіцером у РА.
Після демобілізації з 1970 р. працює у Львівському національному університеті імені Івана Франка. У 1970—1978 рр. — старший інженер ОЦ. З 1978 р. по 1981 р. працював доцентом кафедри інформаційних систем у менеджменті., а з 1981 р. — заступник декана економічного факультету. У 1984 р. обраний на посаду завідувача кафедри механізованої обробки економічної інформації, яка невдовзі (у зв'язку із зміною назв випускних спеціальностей) змінила назву на кафедру економічної інформатики й АСУ, а потім на кафедру інформаційних систем у менеджменті.
У 1977 р. захистив кандидатську дисертацію, а у 1994 р. — докторську.